# G3A3 Classic Army
Il G3A3 della Classic Army è un fucile da softair (ASG di tipo elettrico AEG) costruito dalla casa Classic Army con sede a Hong Kong. È una replica di fascia media con delle prestazioni paragonabili a repliche di fascia medio-alta. È ispirato al fucile degli anni '50 di costruzione tedesca H&K G3.

## Gli esterni
Esternamente il G3A3 presenta una costruzione full metal in alluminio, molto leggero (solo 2,5kg) e resistente. La costruzione risulta molto solida e non presenta fastidiosi scricchiolii. Le parti in colorazione verde (calcio, impugnatura e paramano) sono in un ottimo polimero, come nella controparte reale. La batteria per il funzionamento della replica trova posto nel calcio. Il caricatore è un maggiorato dedicato da 300 colpi.

### Gli organi di mira e il selettore di fuoco
Gli organi di mira della replica sono di tipo classico Heckler&Koch, identici a quelli presenti negli altri modelli di G3 ma anche della pistola mitragliatrice MP5. La tacca di mira posteriore è dunque regolabile a seconda della distanza a cui è posto il bersaglio, mentre il mirino anteriore è fisso.
Il selettore di fuoco è solo per destrimani, essendo il fucile di vecchia concezione. Le modalità selezionabili sono sicura, colpo singolo e raffica.

## Gli interni
La replica presenta un sistema di cambio molla QD nelle versioni più recenti, assente nelle prime generazioni, un gearbox con boccole cuscinettate da 9 mm e ingranaggi in acciaio di alta qualità. L'hop-up è regolabile.